# 山口敬之
山口 敬之（やまぐち のりゆき、1966年5月4日 - ）は、日本のジャーナリスト、安倍晋三元首相の伝記作家。元TBSテレビ報道局記者、報道特集プロデューサー、ワシントン支局長。2016年からフリーになり、メールマガジンやニコニコ生放送、『月刊Hanada』『WiLL』などで活動。

## 来歴
東京都生まれ。筑波大学附属駒場高等学校卒業。慶應義塾大学経済学部卒業。
1990年に東京放送（TBS）入社。報道局に報道カメラマンとして配属される。ロンドン支局、臨時プノンペン支局、社会部（警視庁担当、運輸省担当など）、2000年から政治部（官邸キャップ、自民党担当キャップ、旧民主党担当、外務省担当など）、報道特集プロデューサーを経て、2013年 - 2015年ワシントン支局長。
2015年3月26日、『週刊文春』（2015年4月2日号）に韓国軍慰安婦に関する米公文書の存在について記事を発表し、15日間の出勤停止処分を受けた。この記事がきっかけになり2015年4月23日、ワシントン支局長を解任され、報道局から営業局へ異動した。2015年4月3日の夜から翌4日の未明にかけて、文春の記事についてTBSと話し合うための一時帰国中に、伊藤詩織に性加害を行ったと訴えられた。6月8日、成田空港で準強姦罪で捜査員によって逮捕される直前に、警視庁上層部からの命令で逮捕が中止された。7月22日、東京地検は事件を嫌疑不十分として不起訴処分とした（後述）。
2016年1月15日、政治団体「日本シンギュラリティ党」代表に就任。同年3月、一般財団法人「日本シンギュラリティ財団」を設立し、代表理事に就任（共同代表に齊藤元章）。スーパーコンピュータ開発会社PEZY Computing（ペジーコンピューティング）顧問。
2016年5月30日、『週刊文春』の記事がきっかけになりTBSテレビを退社、ジャーナリストと兼業でアメリカ系シンクタンク「イースト・ウエスト・センター」客員研究員になった。
2016年6月9日、安倍晋三首相の政権運営の内幕を取材した『総理』（幻冬舎）を出版し、コメンテイターとして頻繁にテレビに出演するようになった。
2016年11月から2017年5月まで広告代理店エヌケービー子会社顧問。

## 人物

### 安倍晋三との関係
『週刊新潮』2017年5月18日号は「目下、安倍首相に最も近いジャーナリストとは山口敬之を措いて他にない」と書き、『月刊Hanada』2017年2月号は、山口と阿比留瑠比を「安倍総理を最もよく知る二人の政治記者」と書いた。山口は自身を「誰よりも政権中枢を取材してきたジャーナリスト」と表現した。衆議院解散を決断した安倍首相が書き上げたばかりの演説草稿を読み聞かせるほど信頼を寄せる関係だったとされる。2007年当時TBSの政治部記者だった山口は、安倍本人や麻生太郎外相、与謝野馨官房長官（肩書きはいずれも第一次安倍政権当時）ら主要閣僚をはじめ、多くの政界関係者を取材した結果、他社に先駆けて「安倍首相辞任」をスクープした。
山口の実姉は安倍昭恵と聖心女子学院中等科、聖心女子学院高等科、聖心女子専門学校で同じ学年にいた。

### 安倍晋三銃撃事件におけるフライング投稿
2022年7月8日、安倍晋三銃撃の一報を東京で受けた妻の安倍昭恵は新幹線に乗り、同日15時20分に京都駅に降り立った。15時36分、山口は自身のFacebookに、安倍と麻生太郎と自身のスリーショットの写真を掲載し、「信頼できる情報筋から、救命措置の甲斐なく安倍晋三元首相がお亡くなりになったとの情報が入りました。悔しく、残念です」と綴った。1時間ほどのあいだに山口の投稿記事のシェアの数は450に達した。そして16時40分、実業家のひろゆき（西村博之）が山口の投稿のスクリーンショットを自身のTwitterに掲載。安倍の死亡情報を伝えるひろゆきの投稿もまたたく間に拡散され、リツイートの数は1万を超えた。17時3分、医師が安倍の死亡を確認し、その第一報は17時48分から49分にかけて大手メディアで報じられた。フライング投稿をしたとして山口の行為に批判が集まるが、同日19時3分、山口はFacebookを更新し、「各方面に二重三重の確認を取った上で公開したのであって、ご家族への配慮や情報リテラシーの面でも問題があったとは思いません」と反論した。その後態度を一転し、7月11日付のFacebook上で「正確な情報確認を怠っており、発信についても冷静さを欠いていた」として謝罪した。

### 安倍晋三銃撃事件の複数犯説
2022年8月6日、山口は文化人放送局のYouTubeチャンネルで「悪意を持ったスナイパーがガリウム弾を打ち込んで、安倍氏の心臓を激しく損傷して即死させた上で、その痕跡を消す為に生きていることにして長く輸血をしたという仮説が成立する」と述べた。当該発言は一部ユーザーによって拡散された。
2023年5月26日発売の『月刊Hanada』7月号から、複数犯説を唱える連載を開始した。同年7月3日、山口の連載は「世界日報」でも取り上げられた。同紙は「事件発生から単独犯を疑う声が絶えない。SNS上は根拠の確かでないものもあり玉石混交だが、陰謀論では片付けられない不審点が、あまりに多い」と述べ、山口の論説を後押しした。山口が『月刊Hanada』に連載しているコラムのうち、主な文章は以下のとおり。
- 2023年7月号 「安倍元総理暗殺『疑惑の奈良県警』」
- 2023年9月号 「『陰謀論』と呼ぶマスコミの無責任」
- 2023年11月号 「政権内部にも渦巻く『○○単独犯説』への不信感」
- 2024年1月号 「銃創への説明が二転三転！奈良県警発表の絶対的矛盾」
- 2024年2月号 「『○○単独犯』と反トランプ勢力」

### 韓国軍慰安婦について
2015年3月26日、『週刊文春』（2015年4月2日号）に米国立公文書記録管理局（NARA）の公文書にベトナム戦争の際、サイゴン（現ホーチミン）に「トルコ風呂」と呼ばれる韓国兵限定で使用する慰安所を設置してベトナム人女性に売春させていたとする事実が記されており、裏付けの証言も取ったとして、韓国軍慰安婦の存在について発表した。
この記事について、韓国の左派日刊紙ハンギョレ（英字電子版）は「（朴大統領にとって、この一件の調査に乗り出すことは）恐らく不快なことであると思われるが、（文春の記事の）主張に反論するのは困難である。ベトナム戦争中に起きた民間人への虐殺だけでなく、韓国軍が（ベトナム戦争時の）慰安所の運営・管理に関与していたかどうかについて、韓国政府はベトナム当局と協力して真実を見つける時がきたのだ」と記した。一方、『週刊新潮』（2017年10月26日号、10月31日号はこの記事を「捏造」として検証記事を掲載した。『週刊文春』が反論記事を出し、『週刊新潮』11月9日号に再び検証記事が掲載された。
当時TBSワシントン支局長だった山口は、TBSから記事を出すことを断られて、文春に持ち込んだ。2015年4月23日、山口はこの記事をきっかけにTBSワシントン支局長を解任され、報道局から営業局へ異動、翌2016年5月30日にTBSを退社した。

### 伊藤詩織に対する性的暴行事件
2015年4月3日、当時TBSの政治部記者でワシントン支局長だった山口は、一時帰国中に伊藤詩織と東京都内で会食した。その後、同日深夜から4日早朝にかけて、山口はホテルで伊藤に対して準強姦をはたらいたとして訴えられた。伊藤は警視庁へ被害届を提出した。東京地方検察庁は2016年7月22日、嫌疑不十分として山口を不起訴処分とした。
2017年9月28日、伊藤は「望まない性行為で精神的苦痛を受けた」として1100万円の損害賠償を求める民事訴訟の訴状を提出した。2022年1月25日、東京高裁は「山口氏が同意なく性行為に及んだ」として約332万円の賠償を認めた。2022年7月、最高裁で山口、伊藤双方の上告が棄却され、高裁判決が確定した。
経過
伊藤は2015年4月9日に原宿警察署で事件のことを相談、4月30日に被害届を提出した。2016年7月22日、東京地検は山口を嫌疑不十分で不起訴処分とした。さらに2017年9月21日（公表は22日）、市民からなる東京第六検察審査会が「慎重に審査したが、検察官がした不起訴処分の裁定を覆すに足る事由がなかった」とし、不起訴相当と議決した。
2017年9月28日、伊藤は「望まない性行為で精神的苦痛を受けた」として、山口を相手に1100万円の損害賠償を求める民事訴訟を提起した。その直後の10月18日、伊藤は自らの訴えを綴った手記『Black Box』を出版し、24日には日本外国特派員協会で会見を行った。一方で山口は同月26日発売の月刊『Hanada』に、「私を訴えた伊藤詩織さんへ」と題する手記を掲載し、その中で伊藤の主張を全面的に否定した。
2019年2月、山口が「伊藤さんの記者会見での発言などで社会的信用を奪われた」として伊藤を相手に慰謝料1億3000万円と謝罪広告の掲載を求めて反訴した。
裁判は山口、伊藤の双方の訴えを同時に審理し、12月18日、東京地裁（鈴木昭洋裁判長）は山口の伊藤への性暴力を認定。山口に対し伊藤への慰謝料など330万円の支払いを命じ、山口の伊藤への請求は棄却した。同日、山口は記者会見で「内容に全く納得いかない」として、原訴訟と反訴の両方について控訴する方針を示した。2020年1月6日、山口は330万円の支払いを命じた民事訴訟の地裁判決を不服として東京高裁に控訴した。
2019年6月、山口は「伊藤詩織氏が虚偽の犯罪被害を捏造して警察や裁判所に訴え出た上に、『デートレイプドラッグを盛られた』など、裁判では一切主張していない事を含め、ウソや捏造や根拠のない思い込みを世界中で繰り返し発信して、私の名誉を著しく毀損し続けている」として、虚偽告訴と名誉棄損で伊藤を刑事告訴した。2019年7月に警察に告訴状が正式に受理されて伊藤に対する捜査が実施され、2020年9月28日に伊藤は同容疑で書類送検された。12月25日、東京地検は山口の訴えを退け伊藤を不起訴処分とした。
2022年1月24日、山口は、Hanadaプラスで「しかし百歩譲って、伊藤氏が本当に覚えていないとしても、それは警察の言うとおり、飲みすぎて記憶が飛んでしまった『アルコール性健忘』なのであって、そもそも犯罪行為など全くなかったのである。繰り返すが、善意に解釈しても、伊藤氏はアルコールを自ら過剰に摂取したために、自分で何をしたか忘れてしまっただけなのである。『犯罪事実がなかった』以上、警察も検察も検察審査会も、伊藤氏の主張を退ける。当たり前のことである。」と犯罪性を全面的に否定した。
2022年1月25日、東京高裁（中山孝雄裁判長）は「山口が同意なく性行為に及んだ」と述べ、一審・東京地裁判決を追認した。賠償額は、治療関係費としての約2万円を加えた約332万円の支払いを山口に命じた。一方、伊藤の著書や会見などで名誉を傷つけられたとする山口の主張の一部も認め、伊藤に55万円の賠償支払いを命じた。山口、伊藤の双方がこの判決を不服として最高裁に上告した。
2022年7月8日、最高裁（山口厚裁判長）は山口の上告を退け、同意なく性行為に及んだと認定し約332万円の賠償を命じた二審判決が確定した。またデートレイプドラッグを使用したという伊藤の主張に関しても、「的確な証拠がなく、真実とはいえない」という二審の判決が確定した。

### 小林よしのりとの係争
2019年1月24日、漫画家の小林よしのりらを相手に民事訴訟を提起した。山口は、小林が雑誌『SAPIO』2017年8月号に描いた漫画「ゴーマニズム宣言」で「事実と全く異なる虚偽情報を流布」し、山口を「根拠も示さず犯罪者と決めつけ」「繰り返し誹謗中傷した」ことが「名誉毀損であり、人権侵害である」としている。一方、小林は山口の提訴をうけ、自身のブログで「裁判は小学館の弁護士に任せる。わしは表現者なので、言論・表現の自由を行使して、権力と戦いつつ、「公」のために描く！それだけである」とコメントしている。
2023年10月19日、東京地裁（島崎邦彦裁判長）は一部表現に「違法な名誉感情侵害と肖像権侵害が認められる」と判断し、計132万円の支払いを命じた。島崎裁判長は、山口を全裸姿で描くなどしたことについて「過度にあざける表現で、このような描写を繰り返す必要性は乏しい」と指摘した。

### 有田芳生との係争
前参院議員でジャーナリストの有田芳生が2017年3月〜19年12月、山口がジャーナリストの伊藤詩織から性的暴行を受けたと訴えられたことについて、「人間としてもっとも卑しく恥ずかしい唾棄すべき鬼畜の所業です」などと非難するツイッターへの投稿を行った。さらに伊藤の著書を読んだ感想として、山口が伊藤に対し、薬物を使ったかのようにツイートするなどした。これに対し、山口は、「国会議員が民間人の名誉を堂々と毀損することが許されない」と反発し、2021年5月、有田氏を東京地裁に提訴。2023年1月24日、東京地裁は判決で山口の訴えを一部認め、有田に対し、35万円を支払うよう命じた。

### 大石晃子との係争
2019年、山口が伊藤の告発内容が名誉毀損だとして、1億3000万円の賠償を求めて反訴したことに対し、「クソ野郎」とツイートしたれいわ新選組の大石晃子議員に対し、山口は880万円の損害賠償を求める裁判を起こした。大石は1件目の投稿で「（山口が伊藤に）計画的な強姦を行った」とし、2件目で「1億円超のスラップ訴訟を伊藤さんに仕掛けた」「人を暴力で屈服させようという思い上がったクソ野郎」と書いていた。
2023年7月18日、東京地裁（荒谷謙介裁判長）は、ツイートはいずれも「重要な部分は真実と認められる」と判断し、大石の投稿には反訴を問題提起する公共性があったとする一方、「クソ野郎」という表現は「激しい侮辱」だとして、名誉毀損の成立を認めた。「計画的な強姦を行った」などの投稿については、「真実と信じる相当な理由がある」として違法性を否定した。判決は、大石に22万円の支払いと投稿の一部削除を命じた。
2024年3月13日、東京高等裁判所（相沢真木裁判長）は、クソ野郎との表現が「直ちに人身攻撃となり、意見や論評の域を逸脱したとは断じられない」として一審判決を取り消し、山口の請求を棄却した。

### Netflixドラマ「新聞記者」
米倉涼子主演Netflixオリジナルドラマ「新聞記者」で、ユースケ・サンタマリア演じる豊田進次郎（裁判所から逮捕状が出ているにもかかわらず逮捕を免れる人物）の一部は山口がモデルとなったものである。TBSラジオ「たまむすび」の映画評論家は、この作品を紹介する際に、豊田進次郎を「のりゆきっている」と表現した。

## 著作
- 『総理』幻冬舎、2016年6月9日、237頁。ISBN 978-4-344029606。
- 『暗闘』幻冬舎、2017年1月27日、203頁。ISBN 978-4344030633。
- 『中国に侵略されたアメリカ』ワック、2021年7月30日、246頁。ISBN 978-4898319536。

## 出演番組

### テレビ
TBSテレビ退社以降
- 教えて!ニュースライブ 正義のミカタ（朝日放送）
- モーニングショー（テレビ朝日）
- スーパーJチャンネル（テレビ朝日）
- ビートたけしのTVタックル（テレビ朝日） - 2016年11月20日、27日
- Mr.サンデー（フジテレビ・関西テレビ）
- ニュースザップ（BSスカパー!） - 2016年8月2日、11月22日
- 真相深入り!虎ノ門ニュース（DHCシアター） - 2016年10月18日、2017年1月31日

### インターネット動画配信
- みのもんたのよるバズ!（AbemaTV）

TBSテレビ時代
- ひるおび!
- あさチャン!
- いっぷく!
- NEWS23

### ラジオ
- ザ・ボイス そこまで言うか!（ニッポン放送） - 2016年7月12日、8月3日、9月14日、10月20日、10月26日、2017年1月25日

TBSテレビ時代
- 荻上チキ・Session-22（TBSラジオ） - 2014年11月4日